# جون موراجا
جون أنتوني موراجا (بالإنجليزية: John Anthony Moraga؛ مواليد 20 مارس 1984) هو مُقاتل فنون قتالية مختلطة أمريكي.

## وصلات خارجية
- جون موراجا على موقع بوكس ريك (الإنجليزية) (registration required)
- جون موراجا على موقع يو إف سي (الإنجليزية)
- جون موراجا على موقع شيردوغ (الإنجليزية)
- جون موراجا على موقع Tapology.com (الإنجليزية)
- جون موراجا على موقع IMDb (الإنجليزية)
- جون موراجا على موقع قاعدة بيانات الفيلم (الإنجليزية)